# FutureFlow
FutureFlow je mednarodni raziskovalni projekt, ki je financiran iz programa Evropske unije Obzorje 2020 in je namenjen raziskavi na področju "rešitev za izravnavo elektroenergetskega sistema in upravljanje pretokov v evropskem elektroenergetskem omrežju".
Hkrati projekt namerava zasnovati regionalno povezovanje med štirimi evropskimi sistemskimi operaterji prenosnega omrežja iz centralno-vzhodne Evrope: Avstrije, Madžarske, Romunije in Slovenije. Vrednost projekta je skoraj 13 milijonov evrov, pri čemer je koordinator projekta slovenski ELES.